# Villemurlin
 Villemurlin  es una población y comuna francesa, situada en la región de Centro, departamento de Loiret, en el distrito de Orléans y cantón de Sully-sur-Loire.

## Demografía
| 547 | 532 | 510 | 460 | 473 | 537 |
| Para los censos de 1962 a 1999 la población legal corresponde a la población sin duplicidades (Fuente: INSEE [Consultar]) |     |     |     |     |     |